# Moraea namaquamontana
Moraea namaquamontana är en irisväxtart som beskrevs av Peter Goldblatt. Moraea namaquamontana ingår i släktet Moraea och familjen irisväxter. Inga underarter finns listade i Catalogue of Life.